# Německý vojenský ordinariát
Německý vojenský ordinariát (německy Deutsches Militärordinariat) je římskokatolický vojenský ordinariát jehož jurisdikce se týká katolických členů Bundeswehru v celém Německu. Z církevního hlediska je bezprostředně podřízen Svatému stolci. Společně s Evangelickým církevním úřadem pro Bundeswehr a Vojenským rabinátem představuje vojenskou duchovní správu Bundeswehru.

## Historie

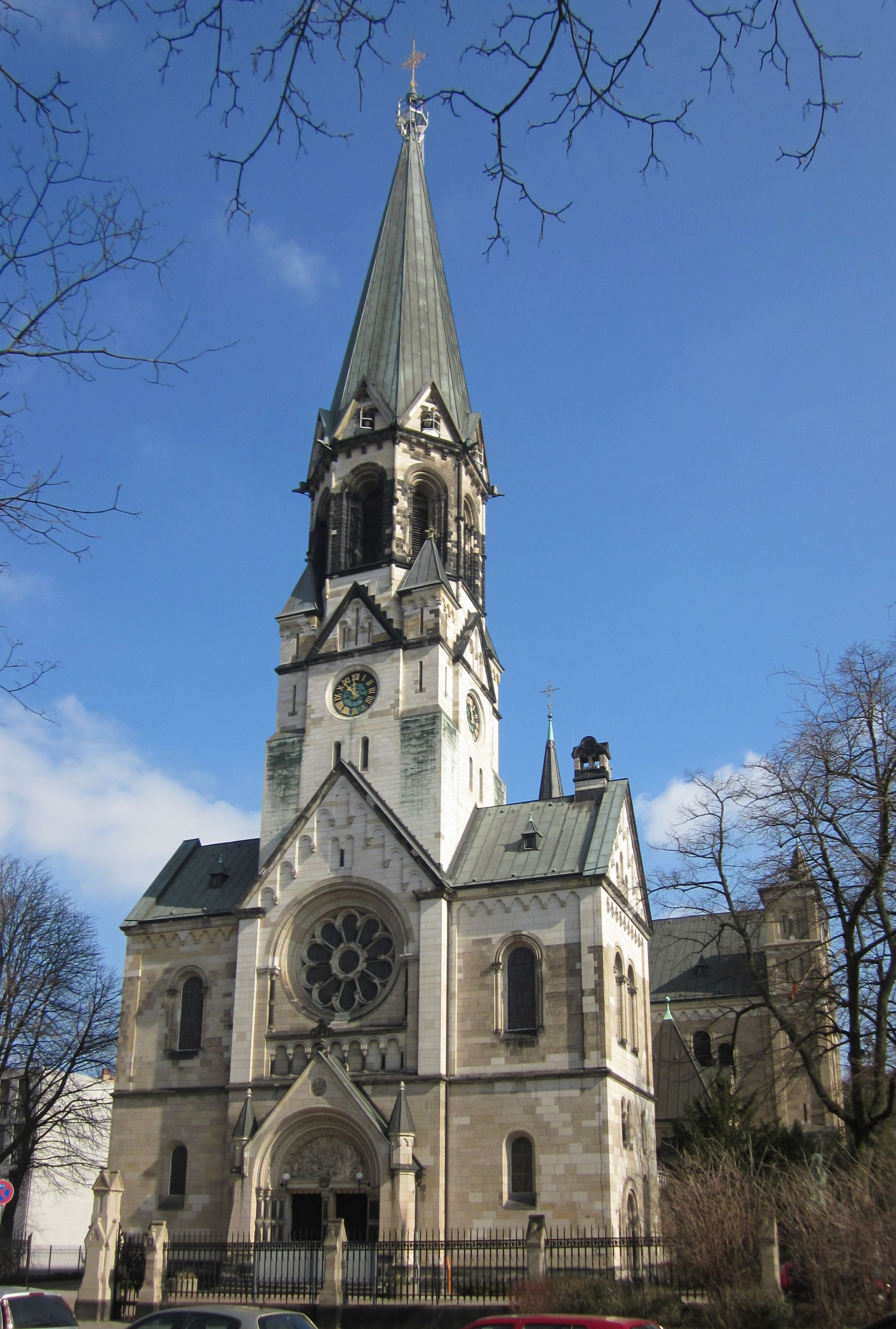
Bazilika Jana Křitele v Berlíně

Již v Prusku byl roku 1868 zřízen polní vikariát, který zanikl po skončení první světové války (1920). K obnovení polního vikariátu došlo v roce 1933, ale s rozpuštěním německé armády na konci druhé světové války i tento vikariát zanikl. Se zřízením Bundeswehru v roce 1956 byl obnoven i vojenský vikariát, který byl podle buly Spirituali militum curae v roce 1986 povýšen na vojenský ordinariát.